# Discocalyx phanerophlebia
Discocalyx phanerophlebia är en viveväxtart som beskrevs av Elmer Drew Merrill. Discocalyx phanerophlebia ingår i släktet Discocalyx och familjen viveväxter. Inga underarter finns listade i Catalogue of Life.